# John Sheahan
John Sheahan, född 19 maj 1939 i Dublin, är en irländsk musiker och kompositör samt den siste överlevande från den mest kända uppsättningen av folkmusikgruppen The Dubliners.
John Sheahan föddes i Dublin 1939. Han lärde sig spela tin whistle under sin skoltid, och några år senare fick han även klassiska lektioner i fiol. Då intresset mer övergick till folkmusik utvecklade han en spelstil med blandad klassisk teknik och improvisationer.
Sheahan hade spelat med många band när han kom i kontakt med det nybildade bandet The Dubliners, där han förutom tin whistle och fiol även spelade mandolin. Från början bestod gruppen av Ronnie Drew, Barney McKenna, Ciarán Bourke och Luke Kelly. Sheahan blev medlem 1964, tillsammans med Bobby Lynch. Båda två hade från början blivit inbjudna av gruppen att spela i pausen på deras konserter, men började sedan även att vara med på scen under andra halvan av konserten. När Luke Kelly flyttade till England 1964 blev Lynch tillfälligt ersättare åt honom, men när Kelly återvände 1965 lämnade Lynch gruppen, medan Sheahan blev fast medlem. Han är den ende av medlemmarna som har en formell musikutbildning.
När Barney McKenna avled 2012 beslutade sig The Dubliners för att göra en avskedsturné för att sedan upplösa gruppen. Gruppkonstellationen för den sista turnén var, förutom Sheahan själv, Seán Cannon, Eamonn Campbell, Patsy Watchorn och Gerry O'Connor. Då hade Sheahan varit medlem i gruppen i 48 år.
2013 medverkade Sheahan i en turné med Jane & Shane i Danmark där han spelade såväl klassisk musik som irländsk folkmusik. Han har också haft enstaka spelningar på mindre ställen i Dublin tillsammans med Luke Kellys bror Jim Kelly. I april 2013 var han med i en dokumentärfilm i TV om sitt liv med The Dubliners, och ytterligare framträdanden i TV följde. Den första dokumentären fick pris av irländsk TV. Han har även deltagit i flera större konserter, bland annat i Royal Albert Hall 2014. I september 2014 uppträdde han på Meeting House Square tillsammans med RTÉ Concert Orchestra under ledning av Gearoid Grant.
Sheahan har själv komponerat ett stort antal låtar, och både gett ut egna album och medverkat på andra artisters skivor. Hans egna album är In Our Own Time från 1987, samt The Marino Suite från 2008. 